# Ниагара
Ниага́ра (англ. Niagara River) — река в Северной Америке, соединяющая между собой озёра Эри и Онтарио и отделяющая штат Нью-Йорк (США) от канадской провинции Онтарио.

## Этимология
На языке ирокезов, живших между озёрами Эри и Онтарио, река называлась Онгниара или Онгиара, что означало «земля надвое», «земля пополам», — по-видимому, короткая и бурная река, имеющая вверху и внизу огромные озера, воспринималась индейцами как преграда, режущая землю на две части.

## Основные характеристики
Длина около 56 км, площадь бассейна 665 тысяч км².Средний расход воды — около 5700 м³/с, колебания расхода — от 4100 м³/с до 6500 м³/с.
Река вытекает из озера Эри в районе между Буффало и Форт-Эри, течёт преимущественно на север. В верхнем течении делится на два рукава, образуя острова Гранд-Айленд (на территории США) и Н'ви-Айленд (на территории Канады). В среднем течении находятся Ниагарский водопад и пороги, в обход которых сооружён канал Вэлленд. Река впадает в озеро Онтарио в районе канадского города Ниагара-он-те-Лейк.

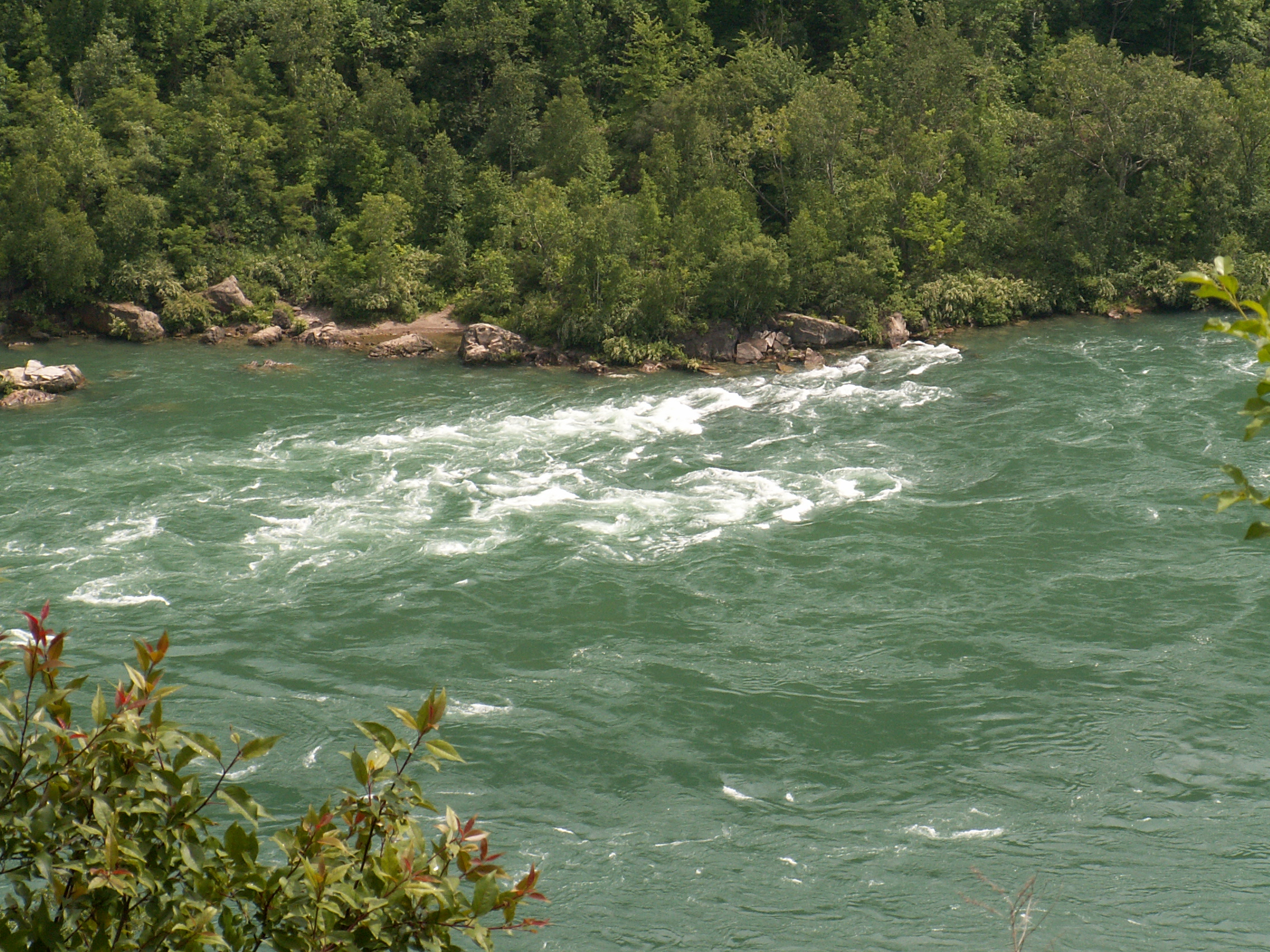
Ниагара ниже Ниагарского водопада. Вид с территории Онтарио

На реке и поблизости от неё расположены города:
- Буффало (Нью-Йорк)
- Форт-Эри (Онтарио)
- Льюистон (Нью-Йорк)
- Ниагара-Фолс (Нью-Йорк)
- Ниагара-Фолс (Онтарио)
- Ниагара-он-те-Лейк (Онтарио)
- Куинстон (Онтарио)